# 46. Филмски сусрети у Нишу
46. Филмски сусрети одржани су од 20. августа до 25. августа 2011. године на летњој позорници у Нишкој тврђави. Уметнички директор Фестивала је био Драган Вујић Вујке.

## Жири
| Састав жирија      |                    |                    |
| председница жирија | Љиљана Стјепановић | Љиљана Стјепановић |
| чланови жирија     | Соња Колачарић     | Андреј Шепетковски |

## Програм
Током фестивала приказано је 10 филмова у конкуренцији и један гостујући филм.
| Дан                                          | Програм                                       |
| -------------------------------------------- | --------------------------------------------- |
| 20. август                                   | Свечано отварање                              |
| 20. август                                   | Мирис кише на Балкану (Љубиша Самарџић)       |
| 20. август                                   | Здухач значи авантура (Милорад Милинковић)    |
| 21. август                                   | Бели, бели свет (Олег Новковић)               |
| 21. август                                   | Бели лавови (Лазар Ристовски)                 |
| 22. август                                   | Монтевидео, Бог те видео! (Драган Бјелогрлић) |
| 22. август                                   | Свечана додела награде „Павле Вуисић“         |
| 22. август                                   | Шишање (Стеван Филиповић)                     |
| 23. август                                   |                                               |
| Непријатељ (Дејан Зечевић)                   |                                               |
| Ин мемориам                                  |                                               |
| Сестре (Владимир Паскаљевић)                 |                                               |
| 24. август                                   |                                               |
| Како су ме украли Немци (Милош Радивојевић)  |                                               |
| Свечано уручење награде Она и он             |                                               |
| Заједно (Младен Матичевић)                   |                                               |
| 25. август                                   |                                               |
| Свечана додела награда и затварање фестивала |                                               |
| (Мила Турајлић) гостујући филм               |                                               |

## Награде
| Званичне награде                         |                    |                           |                                    |
| Награда                                  | Добитник/Добитница | Улога                     | Филм                               |
| Гран при Наиса                           | Љубомир Бандовић   | Тадија и Сировина         | Сестре и Непријатељ                |
| Царица Теодора                           | Ивана Вуковић      | Марија                    | Сестре                             |
| Цар Константин                           | Милош Биковић      | Александар Тирнанић Тирке | Монтевидео, Бог те видео!          |
| Повеља за најбољу женску улогу           | Јасна Ђуричић      | Ружица                    | Бели, бели свет                    |
| Повеља за најбољу мушку улогу            | Тихомир Станић     | Даба                      | Непријатељ                         |
| Награда за најбољу епизодну женску улогу | Ана Мандић         | Сашка                     | Сестре                             |
| Награда за најбољу епизодну мушку улогу  | Виктор Савић       | Реља и Милутинац          | Шишање и Монтевидео, Бог те видео! |
| Награда за најбољег дебитанта            | Петар Стругар      | Моша                      | Монтевидео, Бог те видео!          |

- Награду Павле Вуисић за 2011. годину добио је глумац Петар Божовић. У жирију за доделу ове награде су били: Неда Арнерић, Никола Симић и Драган Николић.[2]
- Награду за глумачки пар године, Она и он коју додељују ТВ Новости добили су Љиљана Стјепановић и Радош Бајић за улоге у ТВ серији Село гори, а баба се чешља.